# Somalithespis minor
Somalithespis minor es una especie de mantis de la familia Mantidae. Es el único miembro del género monotípico Somalithespis.

## Distribución geográfica
Se encuentra en Etiopía  y Somalia.